# Ljubav
Ljubav – piąty album grupy Ekatarina Velika wydany w 1987 przez wytwórnię PGP-RTB. Nagrań dokonano w sierpniu i wrześniu 1987 w studiu PGP RTB (Belgrad) oraz studiu SIM (Zagrzeb). Reedycja CD z 1997 zawiera dodatkowo siedem utworów.

## Lista utworów
1. "Zemlja" (sł. M. Mladenović, M. Stefanović, muz. Ekatarina Velika)	3:57
2. "Pored mene" (sł. M. Mladenović, muz. Ekatarina Velika) – 5:25
3. "Ljubav" (sł. M. Mladenović, muz. Ekatarina Velika) – 3:33
4. "7 dana" (sł. M. Stefanović, muz. Ekatarina Velika) – 6:28
5. "Voda" (sł. M. Mladenović, muz. Ekatarina Velika) – 4:40
6. "Prvi i poslednji dan" (sł. M. Mladenović, M. Stefanović, muz. Ekatarina Velika) – 3:37
7. "Ljudi iz gradova" (sł. M. Mladenović, muz. Ekatarina Velika) – 3:25
8. "Zid" (sł. M. Mladenović, muz. Ekatarina Velika) – 4:01
9. "Tonemo" (sł. M. Mladenović, muz. Ekatarina Velika) – 4:10

CD 1997
1. "Zemlja" (sł. M. Mladenović, M. Stefanović, muz. Ekatarina Velika) – 4:17
2. "7 dana" (sł. M. Stefanović, muz. Ekatarina Velika) – 7:02
3. "Tonemo" (sł. M. Mladenović, muz. Ekatarina Velika) – 4:13
4. "Voda" (sł. M. Mladenović, muz. Ekatarina Velika) – 5:58
5. "Ljudi iz gradova" (sł. M. Mladenović, muz. Ekatarina Velika) – 3:41
6. "Pored mene" (sł. M. Mladenović, muz. Ekatarina Velika) – 5:25
7. "Ljubav" (sł. M. Mladenović, muz. Ekatarina Velika) – 3:41

- utwór 10 koncert w Domu Omladine, Belgrad 13 listopada 1991
- utwory 11-16 koncert w SNP, Nowy Sad 1988

## Skład
- Milan Mladenović – śpiew, gitara
- Margita Stefanović – instr. klawiszowe, śpiew
- Bojan Pečar – gitara basowa
- Žika Todorović – perkusja
- Theodore Yanni – gitara (11)
- Ivan Fece – perkusja (11-16)
- Dragiša Uskoković – gitara basowa (10)
- Marko Milivojević – perkusja (10)

produkcja
- Theodore Yanni – produkcja